# Ахмедяров, Керим
Керим Ахмедяров — советский хозяйственный, государственный и политический деятель, Герой Социалистического Труда. Заслуженный агроном Туркменской ССР (1966).

## Биография
Родился в 1917 году в Байрам-Али. Член КПСС с 1945 года.
С 1936 года — на хозяйственной, общественной и политической работе. В 1936—1992 гг. — агроном, в Советской Армии, преподаватель Ашхабадского военно-политического училища, младший научный сотрудник Института земледелия АН Туркменской ССР, директор Ашхабадской плодоовощной станции, управляющий «Туркменплодоовощтреста», министр сельского хозяйства Туркменской ССР, председатель колхоза «40 лет Туркменской ССР».
Указом Президиума Верховного Совета СССР от 6 июня 1984 года присвоено звание Героя Социалистического Труда с вручением ордена Ленина и золотой медали «Серп и Молот».
Избирался депутатом Верховного Совета Туркменской ССР 5-го, 6-го, 7-го, 8-го, 9-го, 10-го, 11-го созывов, депутатом Верховного Совета Туркмении.
Умер после 1992 года.